# HD192913
HD192913 — хімічно пекулярна зоря спектрального класу A0, що має видиму зоряну величину в смузі V приблизно  6,8.
Вона  розташована на відстані близько 1411,9 світлових років від Сонця.

## Фізичні характеристики
Телескоп Гіппаркос зареєстрував фотометричну змінність  даної зорі з періодом   16,83 доби в межах від  Hmin= 6,66 до  Hmax= 6,60.

## Пекулярний хімічний склад
Зоряна атмосфера HD192913 має підвищений вміст 
Si
.

## Магнітне поле
Спектр даної зорі вказує на наявність магнітного поля у її зоряній атмосфері.
Напруженість повздовжної компоненти поля оціненої з аналізу
наявних ліній металів
становить  482,9± 221,0 Гаус.